# Sonepur (Odisha)
Pour les articles homonymes, voir Sonepur.
Sonepur est une ville indienne de l'État d'Odisha.
Grâce à ses temples, la ville est réputée pour être la « seconde Bénarès ».

## Géographie
Sonepur se trouve à la confluence du fleuve Mahanadi et de la rivière Tel.